# Back 4 Blood
Back 4 Blood es un juego de disparos en primera persona desarrollado por Turtle Rock Studios y publicado por Warner Bros. Games. Fue lanzado el 12 de octubre de 2021 para PlayStation 4, PlayStation 5, Windows, Xbox One y Xbox Series X/S.
El juego se considera un sucesor espiritual de la serie Left 4 Dead y conserva varios pilares fundamentales de jugabilidad, como un fuerte énfasis en el trabajo en equipo cooperativo y un sistema de inteligencia artificial llamado "Game Director", que modifica dinámicamente el entorno, la ubicación de enemigos, objetos y obstáculos en respuesta al progreso y al comportamiento de los jugadores.

## Jugabilidad
En los modos de juego principales de jugador contra entorno en el juego, los jugadores se unen a un equipo de cuatro supervivientes del post-apocalipsis llamados "Cleaners", quienes deben abrirse paso a través de niveles poblados por monstruos parecidos a zombis llamados "The Ridden". Los compañeros de equipo pueden ser controlados por otros jugadores o por bots de inteligencia artificial, dependiendo de las preferencias de emparejamiento y la disponibilidad de jugadores. Una característica nueva en Back 4 Blood son las cartas. Al comienzo de cada nivel, los jugadores deben construir su mazo con cartas que ajustan varios elementos de la jugabilidad, como la modificación de la salud, el daño y la resistencia del jugador. Además de las cartas de jugador, el director de IA también utilizará cartas de Corrupción contra el jugador para obstaculizar su progreso. La IA puede generar enemigos adicionales, activar un efecto de niebla y aumentar el tamaño de la horda. El juego presenta personajes heroicos predefinidos que tienen atributos y habilidades preestablecidos, y los jugadores pueden comprar mejoras e ítems con una moneda dentro del juego llamada "Copper".
El juego cuenta con un modo jugador contra jugador de ocho personas llamado "Swarm", donde un equipo de cuatro jugadores asume el papel de "Cleaners", mientras que el otro equipo de cuatro controla a "The Ridden" mutados. Los equipos tienen la tarea de eliminar a los demás dentro de un área cerrada.

## Trama

### Descripción general
Un parásito llamado "el Gusano del Diablo" (que se insinúa que tiene origen extraterrestre) infecta a la mayoría de la humanidad, convirtiéndolos en mutantes no muertos y viciosos llamados "los Ridden". Un año después del inicio del brote, grupos de seres humanos intentan sobrevivir en un mundo postapocalíptico. Un grupo de supervivientes veteranos llamados los "Cleaners" (Limpiadores) luchan contra los Ridden y defienden Fort Hope, un asentamiento situado en la ficticia Finleyville, Pensilvania, Estados Unidos.
En los modos de juego principales, el jugador puede controlar a uno de los 12 "Cleaners" (limpiadores): Walker, un veterano de los Rangers del Ejército y líder de facto de los Cleaners; Chris, la Cleaner mayor apodada "Mamá" debido a su actitud maternal; Holly, una luchadora audaz que empuña un bate de béisbol llamado Dotty; Evangelo, un recluta optimista; Hoffman, un supervivencialista socialmente incómodo y teórico de la conspiración; Seo-yeon, apodada "Doc" por ser la médica y experta científica del grupo; Jim, un cazador experimentado y tirador experto; Karlee, una loba solitaria cínica; Heng, un supervivencialista con un corazón de chef; Sharice, una ex bombera fuerte como las uñas; "Profeta" Dan, un protector de "los elegidos de la luz"; y la Cleaner más nueva, Tala, una exmiembro de un culto llamado Children of the Worm (Hijos del Gusano).
Cada personaje tiene ventajas y atributos únicos que pueden favorecer ciertas estrategias y roles dentro de un equipo de cuatro personas. Por ejemplo, Doc puede restaurar más salud al curarse a sí misma o a otros jugadores y proporciona al equipo un bono pasivo contra el daño, mientras que Karlee resalta automáticamente a los mutantes en su proximidad inmediata y puede usar o activar las características ambientales más rápido.
Durante una misión, los personajes en un equipo comentarán sobre su situación inmediata y entablarán conversaciones informales entre ellos, revelando detalles sobre su historia personal y su personalidad.

### Historia
La campaña del juego comienza con Walker, "Mom" (Mamá), Evangelo y Holly llegando a un asentamiento en Evansburg para intercambiar suministros. De repente, una horda de Ridden mutados asalta y sobrepasa Evansburgh. A medida que el equipo se retira hacia Fort Hope, su comandante, el General Phillips, les ordena demoler el Puente de Washington Crossing para retrasar el avance de los Ridden.
En Fort Hope, el equipo encuentra a más Ridden atacando su refugio y sobrepasando la ciudad fuera de sus muros. Con la ayuda de Hoffman, Karlee, Doc y Jim, defienden con éxito el fuerte y rescatan a supervivientes. Los Cleaners son enviados a una mina de la que han estado emergiendo las hordas de Ridden. Tras sellar la mina, los Cleaners asaltan una comisaría de policía y un avión militar de carga accidentado para asegurar más armamento.
Phillips envía a los Cleaners a otra ubicación para extraer al Doctor Rogers, un científico que ha desarrollado un arma química llamada T-5 que es significativamente efectiva contra los Ridden. Tras extraer con éxito a Rogers y sus materiales de investigación, los Cleaners viajan a un centro de investigación y cuarentena abandonado para recopilar materiales y producir T-5. Allí, los Cleaners descubren una fosa común que se ha convertido en un criadero para los Ridden y sus nuevas variantes mutantes.
Tras asegurar los compuestos de T-5, los Cleaners regresan a Fort Hope en un helicóptero Black Hawk pilotado por Rogers y ven que el fuerte está siendo atacado por un Ridden masivo que excava llamado "la Abominación". Los Cleaners debilitan a la Abominación con una carga de T-5 antes de que su helicóptero se estrelle, matando a Rogers. En tierra, los Cleaners neutralizan juntos a la Abominación. Con Fort Hope a salvo, Walker anima a los Cleaners a cazar más Abominaciones y cambiar el rumbo de la lucha contra los Ridden.
Durante este tiempo, los Cleaners Heng y Sharice se unen al equipo debido al aumento de las "Colmenas de los Ridden" que están surgiendo en Evansburgh y Finleyville. El equipo se aventura en estas Colmenas para eliminar a los Ridden, descubrir pruebas de otros grupos lo suficientemente valientes como para adentrarse en las colmenas y recoger "Totems de Calaveras" para comerciar con un misterioso grupo conocido como "Los Coleccionistas".

## Desarrollo
El juego fue desarrollado por Turtle Rock Studios, y en su equipo se encuentran siete de los desarrolladores que trabajaron en la demo que se convertiría en el primer juego Left 4 Dead. Según el equipo de desarrollo, el juego presenta una historia más amplia que los juegos Left 4 Dead y tiene un tono más optimista que otros juegos de zombis en el mercado. Phil Robb, el director creativo del juego, añadió que los Cleaners son más seguros y capaces, a diferencia de los "hombres comunes" de Left 4 Dead. También mencionó que los jugadores no están simplemente sobreviviendo y buscando lugares seguros, sino que están luchando contra zombis para crear espacios seguros. Esto se refleja en el diálogo entre los Cleaners, que ya no suenan como si tuvieran miedo de sus enemigos. El equipo incluyó el sistema de cartas en el juego porque creían que podía mantener el juego dinámico y desafiante para los jugadores veteranos, aunque Turtle Rock también añadió un modo Clásico, una experiencia más accesible que elimina todas las cartas, para los nuevos jugadores.
El juego fue anunciado en marzo de 2019 por Turtle Rock y el editor Warner Bros. Games. El juego se presentó durante The Game Awards 2020, y la versión alfa cerrada se lanzó el 17 de diciembre de 2020. Inicialmente programado para ser lanzado el 22 de junio de 2021, el juego se retrasó hasta el 12 de octubre de 2021 para PlayStation 4, PlayStation 5, Windows, Xbox One y Xbox Series X/S. Una beta abierta se lanzó a mediados de agosto de 2021. La primera fase comenzó con un acceso temprano del 5 al 9 de agosto para los jugadores que habían preordenado el juego. La segunda fase comenzó y estuvo disponible para todos los jugadores del 12 al 16 de agosto.
En enero de 2022, durante una sesión de preguntas y respuestas en Reddit, Turtle Rock Studios confirmó planes para futuros contenidos descargables de pago, que incluirían nuevos personajes. La primera expansión, titulada "Tunnels of Terror", se lanzó el 12 de abril de 2022. La expansión introduce dos nuevos personajes jugables y una actividad de jugador contra entorno llamada "Ridden Hives" (Colmenas de los Ridden). La segunda expansión, titulada "Children of the Worm", se lanzó el 30 de agosto de 2022. Esta expansión introduce a un nuevo personaje jugable llamado "Profeta" Dan, un nuevo acto para el modo campaña de jugador contra entorno y cuatro nuevos enemigos. El 6 de diciembre de 2022, se lanzó la tercera y última expansión, "River of Blood". En enero de 2023, Turtle Rock anunció que habían reasignado sus recursos de desarrollo a su próximo proyecto y que no se lanzarían más actualizaciones de contenido adicional para este juego.

## Recepción
"Back 4 Blood" recibió críticas "generalmente favorables" para las versiones de PC y PlayStation 5, pero críticas "mixtas o promedio" para la versión de Xbox Series X/S, según el agregador de críticas Metacritic.
Neil Bolt, escribiendo para la revista de terror Bloody Disgusting, comentó que "el juego a menudo avanza de manera pausada durante periodos antes de desatar demasiada confusión y caos de una sola vez", y agregó que "dado el juego en el que intenta construir, los encuentros aparentemente aleatorios tienen sentido, pero debe haber un nivel de manipulación detrás de escena para asegurarse de que no sea un desastre al jugarlo". Su conclusión fue que el juego es "casi desagradable de jugar en ocasiones", pero que era un juego "decente". Polygon lo citó como el 47.º mejor juego de 2021.
Hasta el 26 de octubre de 2021, el juego ha tenido más de 6 millones de jugadores desde su lanzamiento. Para febrero de 2022, más de 10 millones de jugadores han jugado el juego. Warner Bros. declaró que el juego fue una de las propiedades intelectuales originales de más rápido venta lanzadas para consolas en 2021.
A principios de 2023, el desarrollador Turtle Rock indicó que ya no proporcionarían soporte para el juego en forma de actualizaciones o nuevo contenido.

### Reconocimientos
El juego fue nominado en los Golden Joystick Awards 2021 en la categoría de "Mejor Multijugador". También fue nominado en The Game Awards 2021 en las categorías de "Mejor Juego de Acción" y "Mejor Juego Multijugador". Además, fue nominado para "Juego en línea del año" en la 25ª edición de los Premios D.I.C.E. (Design, Innovate, Communicate, Entertain).